# Governatore di Turks e Caicos
Il Governatore di Turks e Caicos (in lingua inglese Governor of the Turks and Caicos Islands) è il rappresentante della monarchia del Regno Unito per il Territorio d'oltremare britannico di Turks e Caicos. Dal 15 luglio 2019 è Nigel Dakin.

## Funzioni
Il suo compito è nominare ogni cinque anni, ad ogni elezione parlamentare, il Primo ministro.

## Elenco dei governatori
| Nominativo                 | Durata della carica                         |
| -------------------------- | ------------------------------------------- |
| Alexander Graham Mitchell  | 1973 - 1975                                 |
| Arthur Christopher Watson  | 1975 - 1978                                 |
| John Clifford Strong       | 1978 - 1982                                 |
| Christopher J. Turner      | 1982 - 1987                                 |
| Michael J. Bradley         | 1987 - 1993                                 |
| Martin Bourke              | 1993 - 1996                                 |
| John Kelly                 | 1996 - 2000                                 |
| Mervyn Jones               | 2000 - 2002                                 |
| Cynthia Astwood            | 2002 (ad interim)                           |
| Jim Poston                 | 2002 - 2005                                 |
| Mahala Wynns               | 2005 (ad interim)                           |
| Richard Tauwhare           | 2005 - 2008                                 |
| Mahala Wynns               | 2008 (ad interim)                           |
| Gordon Wetherell           | 5 agosto 2008 - 22 agosto 2011              |
| Martin Stanley             | 22 agosto - 12 settembre 2011 (ad interim)  |
| Ric Todd                   | 12 settembre 2011 - 15 settembre 2013       |
| Anya Williams              | 15 settembre - 9 ottobre 2013 (ad interim)  |
| Peter Beckingham           | 9 ottobre 2013 - 10 ottobre 2016            |
| Anya Williams              | 10 ottobre - 17 ottobre 2016 (ad interim)   |
| John Freeman               | 17 ottobre 2016 - 15 luglio 2019            |
| Nigel Dakin                | 15 luglio 2019 - 29 marzo 2023              |
| Anya Williams              | 29 marzo 2023 . 29 giugno 2023 (ad interim) |
| Dileeni Daniel-Selvaratnam | 29 giugno 2023 - in carica                  |